# Robert East
Robert East, född Robert Gwyn East den 7 juli 1943 i Porthcawl, Wales, är en walesisk skådespelare. Han är bland annat känd för rollen som Harry, prins av Wales i The Black Adder. 